# Butot-Vénesville
Butot-Vénesville là một xã thuộc tỉnh Seine-Maritime trong vùng Normandie miền bắc nước Pháp.

## Dân số
| Năm | 1962 | 1968 | 1975 | 1982 | 1990 | 1999 | 2005 |
| --- | ---- | ---- | ---- | ---- | ---- | ---- | ---- |
| Dân số | 161  | 203  | 168  | 197  | 234  | 272  | 294  |
| From the year 1962 on: No double counting—residents of multiple communes (e.g. students and military personnel) are counted only once. |      |      |      |      |      |      |      |